# Alex Forsyth (football)
Pour les articles homonymes, voir Alex Forsyth et Forsyth.
Alexander Forsyth, couramment appelé Alex Forsyth, est un footballeur international écossais, né le 5 février 1952, à Swinton (en), Glasgow. Évoluant au poste de défenseur, il est particulièrement connu pour ses saisons à Manchester United et aux Rangers.
Il compte 10 sélections en équipe d'Écosse.

## Biographie

### Carrière en club
Natif de Swinton (en), Glasgow, il est formé dans le club anglais d'Arsenal mais n'est pas intégré dans l'équipe professionnelle à la fin de sa formation en 1967.
Il retourne en Écosse en signant pour Partick Thistle. Il y reste 4 saisons, remportant le championnat de deuxième division ainsi que la Coupe de la Ligue écossaise (battant en finale 4-1 le Celtic) lors de saison 1970-71.
Ses bonnes performances avec Partick Thistle lui valent d'être recruté par Tommy Docherty qui vient de prendre les rênes de Manchester United en décembre 1972, lors d'un transfert d'un montant de 100 000 £. Il joue son premier match avec les Red Devils le 6 janvier 1973 pour une défaite 3-1 contre son club formateur, Arsenal. Il joua ensuite 8 matches consécutifs comme titulaire avant de voir son concurrent à son poste, Steve James (en), lui succéder sur le terrain. Il ne fit alors que des apparitions sporadiques sur le terrain jusqu'à la fin de l'année 1973, avant de redevenir de nouveau une pièce majeure de l'équipe type à partir de janvier 1974, mais cette fois-ci comme arrière droit et non plus comme arrière gauche, poste où il était aligné auparavant.
Il inscrit son premier but pour Manchester United le 3 avril 1974, à l'occasion d'un match nu 3-3 contre Burnley. Toutefois, la saison 1973-74 se conclut par la relégation de Manchester United en deuxième division, à la suite d'une 21e place. La saison suivante, il joua quasiment tous les matches, n'en manquant que 6, et remporta le titre de champion de D2 et une remontée immédiate. Dans la première moitié de la saison 1975-76, Jimmy Nicholl lui fut souvent préféré avant qu'il ne regagne sa place de titulaire, jouant tous les matches de la saison à partir de décembre, notamment tout le parcours de Manchester United jusqu'en finale de la FA Cup.
Toutefois, la saison 1976-77 et la saison 1977-78 furent beaucoup moins prolifique pour Forsyth, ne jouant que 5 matches lors de toute la première saison et 4 dans la deuxième, étant définitivement supplanté par Jimmy Nicholl. Il fut alors autorisé à rejoindre le championnat écossais et les Rangers, d'abord sous forme d'un prêt puis d'un transfert définitif.
Il joua son premier match le 18 août 1978 contre Saint Mirren et resta 4 saisons aux Rangers, y jouant un total de 48 matches officiels pour 7 buts inscrits (dont 25 matches et 5 buts en championnat). Par la suite, il joua pour d'autres clubs écossais, Motherwell, Hamilton Academical, Queen of the South pour terminer sa carrière dans le club non-league Blantyre Victoria (en).

### Carrière internationale
Alex Forsyth reçoit 10 sélections en faveur de l'équipe d'Écosse. Il joue son premier match le 29 juin 1972, pour un match nul 2-2, au Mineirão de Belo Horizonte, contre la Yougoslavie lors de la Coupe de l'Indépendance du Brésil. Il reçoit sa dernière sélection le 3 septembre 1975, pour une victoire 1-0, à l'Idrætsparken (en) de Copenhague, contre le Danemark en éliminatoires de l'Euro 76. Il n'inscrit aucun but lors de ses 10 sélections et reçoit deux cartons jaunes.
Il participe avec l'Écosse aux éliminatoires de la Coupe du monde 1974, aux éliminatoires de l'Euro 76, à la Coupe de l'Indépendance du Brésil et au British Home Championship de 1975.

## Palmarès

### Comme joueur
- Partick Thistle :
  - Vainqueur de la Coupe de la Ligue écossaise en 1971
  - Champion de deuxième division écossaise en 1970-71

- Manchester United :
  - Champion de deuxième division anglaise en 1974-75
  - Finaliste de la FA Cup en 1976

- Rangers :
  - Vainqueur de la Glasgow Cup en 1979
  - Vainqueur de la Tennent Caledonian Cup en 1978